# بيز توريتاس
بيز توريتاس (بالإنجليزية: Piz Turettas)‏ هو أحد جبال سلسلة جبال الألب أورتلير ويقع في كانتون غراوبوندن في سويسرا. يحتل المرتبة رقم 221 في قائمة جبال سويسرا من حيث الارتفاع، إذ يبلغ ارتفاعه حوالي 2963 متر، بينما يبلغ ارتفاع نتوء الجبل 400 متر.